# Notts County Football Club
Il Notts County Football Club, noto semplicemente come Notts County, è una società calcistica inglese con sede nella città di Nottingham. Affiliata alla Football Association, è stata fondata nel 1862, un anno prima della stessa FA. Milita in Football League Two, quarta serie del campionato inglese di calcio.
Il club è il quinto più antico del mondo, preceduto solo da Sheffield FC, Hallam, Cray Wanderers e Worksop Town; tuttavia, non avendo queste ultime squadre mai superato il dilettantismo, il Notts County può fregiarsi del titolo di «club professionistico più antico del mondo».

## Storia
Sorto nel 1862, il Notts County è stato fra i membri fondatori della Football League, giocando il primo campionato di calcio al mondo nella stagione 1888-1889. L'unico titolo ufficiale della sua storia è la FA Cup vinta nel 1894, dopo una finale persa nel 1891. Ha giocato per l'ultima volta nel massimo campionato inglese nella stagione 1991-1992, l'ultima della vecchia First Division prima della nascita della Premier League.
Nel 2009 la proprietà è passata ad alcuni sceicchi, i quali ingaggiano Sven-Göran Eriksson con l'obiettivo di riportare il club in massima serie; il tecnico svedese però si dimette nel 2011, in seguito alla cattiva gestione finanziaria della società. La squadra viene quindi acquistata da Ray Trew. Nonostante questi problemi, alla fine della stagione regolare di Football League Two il Notts County è riuscito lo stesso a vincere il campionato, tornando in Football League One.
Alla fine del campionato 2014-2015, tuttavia, la squadra è ricaduta in League Two. Qui è iniziato un periodo di alti e bassi per il club, anche a causa di una profonda crisi in seno alla proprietà. Ha fatto eccezione il campionato 2017-2018, in cui il Notts County si è qualificato ai play-off, ma già nella stagione successiva non è riuscito a evitare la retrocessione, per la prima volta nella sua storia, in National League. Le Gazze hanno trascorso quattro stagioni nella prima divisione dilettantistica, prima di ritrovare la League Two al termine del campionato 2022-2023.

## Colori e simboli
La tradizionale divisa del Notts County comprende una maglia bianconera a strisce verticali, con calzoncini calzettoni che a seconda della stagione possono essere neri o bianchi.
Alla casacca dei Magpies è legato un curioso aneddoto: nel 1903 la Juventus chiese a uno dei suoi soci, Gordon Thomas Savage, di «procurare divise da gioco più professionali» rispetto a quelle utilizzate fino ad allora dalla squadra torinese – camicia rosa con cravattino nero –, che oltre a essere poco adatte all'uso sportivo avevano anche il difetto di scolorire. Savage aveva un amico tifoso dei Notts, che provvide a spedire delle uniformi analoghe a quelle della sua squadra del cuore. Da quel momento la Juventus adottò anch'essa la divisa bianconera come prima maglia. Ancora oggi i tifosi del Notts County intonano allo stadio il coro «It's just like watching Juve...» («È proprio come guardare la Juve...») ogni volta che la loro squadra realizza una grande prestazione (in riferimento alla comunanza cromatica delle uniformi dei due club).

## Palmarès

### Competizioni nazionali
- Coppa d'Inghilterra: 1

1893-1894
- Second Division: 3

1896-1897, 1913-1914, 1922-1923
- Third Division: 1

1997-1998
- Third Division South: 2

1930-1931, 1949-1950
- Fourth Division: 1

1970-1971
- Football League Two: 1

2009-2010

### Competizioni internazionali
- Coppa Anglo-Italiana: 1

1994-1995

### Altri piazzamenti
- First Division:

Terzo posto: 1890-1891, 1900-1901
- FA Cup

Finalista: 1890-1891
Semifinalista: 1882-1883, 1883-1884, 1921-1922
- Second Division

Secondo posto: 1894-1895, 1980-1981
Terzo posto: 1893-1894
- Third Division:

Secondo posto: 1972-1973
Terzo posto: 1989-1990
- Fourth Division:

Secondo posto: 1959-1960
- National League:

Terzo posto: 2019-2020
- FA Trophy:

Semifinalista: 2019-2020, 2020-2021
- Coppa Anglo-Italiana:

Finalista: 1993-1994
- Coppa anglo-scozzese:

Finalista: 1980-1981
Semifinalista: 1977-1978

## Statistiche e record

### Partecipazioni ai campionati
| Livello | Categoria           | Partecipazioni | Debutto   | Ultima stagione | Totale |
| ------- | ------------------- | -------------- | --------- | --------------- | ------ |
| 1º      | First Division      | 30             | 1888-1889 | 1991-1992       | 30     |
| 2º      | Second Division     | 34             | 1893-1894 | 1990-1991       | 37     |
| 2º      | First Division      | 3              | 1992-1993 | 1994-1995       | 37     |
| 3º      | Third Division      | 22             | 1930-1931 | 1989-1990       | 35     |
| 3º      | Second Division     | 8              | 1995-1996 | 2003-2004       | 35     |
| 3º      | Football League One | 5              | 2010-2011 | 2014-2015       | 35     |
| 4º      | Fourth Division     | 8              | 1959-1960 | 1970-1971       | 21     |
| 4º      | Third Division      | 1              | 1997-1998 | 1997-1998       | 21     |
| 4º      | Football League Two | 12             | 2004-2005 | 2025-2026       | 21     |
| 5º      | National League     | 4              | 2019-2020 | 2022-2023       | 4      |

## Organico

### Rosa 2024-2025
Rosa e numerazione sono aggiornate al 25 dicembre 2024.
| N. |                        | Ruolo | Calciatore         |
| -- | ---------------------- | ----- | ------------------ |
| 1  | Inghilterra (bandiera) | P     | Alex Bass          |
| 2  | Inghilterra (bandiera) | D     | Kellan Gordon      |
| 3  | Inghilterra (bandiera) | D     | Rod McDonald       |
| 4  | Grenada (bandiera)     | C     | Jacob Bedeau       |
| 5  | Inghilterra (bandiera) | D     | Matty Platt        |
| 6  | Inghilterra (bandiera) | C     | Jack Hinchy        |
| 8  | Inghilterra (bandiera) | C     | Sam Austin         |
| 9  | Inghilterra (bandiera) | A     | Macaulay Langstaff |
| 10 | Malta (bandiera)       | C     | Jodi Jones         |
| 11 | Francia (bandiera)     | C     | Aaron Nemane       |
| 13 | Inghilterra (bandiera) | P     | Brad Young         |
| 15 | Inghilterra (bandiera) | D     | Aden Baldwin       |
| 16 | Albania (bandiera)     | D     | Geraldo Bajrami    |

| N. |                              | Ruolo | Calciatore           |
| -- | ---------------------------- | ----- | -------------------- |
| 17 | Irlanda (bandiera)           | A     | David McGoldrick     |
| 18 | Inghilterra (bandiera)       | C     | Matt Palmer          |
| 19 | Inghilterra (bandiera)       | A     | Cedwyn Scott         |
| 20 | Portogallo (bandiera)        | A     | Rúben Rodrigues      |
| 21 | Inghilterra (bandiera)       | D     | Tobi Adebayo-Rowling |
| 23 | Zimbabwe (bandiera)          | D     | Adam Chicksen        |
| 24 | Trinidad e Tobago (bandiera) | C     | John Bostock         |
| 25 | Cipro (bandiera)             | C     | Nick Tsaroulla       |
| 28 | Scozia (bandiera)            | D     | Lewis Macari         |
| 29 | Gambia (bandiera)            | A     | Alassana Jatta       |
| 33 | Inghilterra (bandiera)       | C     | George Abbott        |
| 43 | Inghilterra (bandiera)       | C     | James Sanderson      |